# عسگر صاحب جمع
عسگر صاحب جمع (۱۲۷۹–۱۳۵۰) قاضی دادگستری و نماینده مجلس شورای ملی بود.
پدرش خان بابا خان در تبریز صاحب جمع دربار محمدعلی میرزا ولی‌عهد بود که پس از به سلطنت رسیدن محمدعلی میرزا، پیشکار همسرش ملکه جهان شد و در زمان احمد شاه قاجار هم برای برادرش محمدحسن میرزا ولی‌عهد کار می‌کرد. پس از انقراض سلطنت قاجار نیز املاک به جای مانده از خاندان سلطنتی را اداره می‌کرد.
عسگر صاحب جمع دوره مدرسه حقوق و علوم سیاسی را گذارند و قاضی عدلیه شد. مدتها رئیس کارگزینی وزارت دادگستری بود. در سال ۱۳۲۵ که قوام‌السلطنه نخست‌وزیر وقت حزب دموکرات را به راه انداخت، به این حزب پیوست و در انتخابات دوره پانزدهم مجلس شورای ملی که در زمستان آن سال برگزار شد، به نمایندگی قزوین به مجلس راه یافت. در دوره بعد نیز بر همین کرسی نشست.
صاحب جمع پس از پایان دوره نمایندگی‌اش به دادگستری بازگشت. آخرین سمت قضائی‌اش مستشاری دیوان عالی کشور بود.